# Neoathyreus lingi
Neoathyreus lingi es una especie de coleóptero de la familia Geotrupidae.

## Distribución geográfica
Habita en Ecuador.